# Gilltorp
Gilltorp är en ort i Jörlanda socken i Stenungsunds kommun i Bohuslän. SCB avgränsade före 2015, för bebyggelsen norr om den äldre byn, en samling hus till en småort namnsatt till Gilltorp (norra delen). Sedan 2015 räknas området som en del av tätorten Jörlanda.